# Чернишов (хребет)
Хребетът Чернишо̀в (на руски: Чернышëва хребет) е среднопланински хребет в Далечния Изток, разположен в северозападната част на Амурска област в Русия. Простира се на протежение от 120 km почти по паралела от долината на река Нюкжа (десен приток на Ольокма) на запад до долините на реките Олдой (ляв приток на Амур) и Тинда (десен приток на Гилюй) на изток. Той е свързващо звено между планинските системи на Забайкалието и Приамурието. Максимална височина връх Лукинда 1571 m (54°56′21″ с. ш. 123°36′16″ и. д. / 54.939167° с. ш. 123.604444° и. д.), разположен в централната му част. Изграден е от гранити и кристалинни шисти. Билните му части за заравнени и заоблени. От него водят началото си реките Олдой, Тинда и няколко десни притока на Нюкжа – Огинли, Джелтула, Уркима и др. Склоновете му са покрити с планинска тайга, а най-високите му части – с петна от кедров клек. Наименуван е в чест на видния руски геолог и палеонтолог Феодосий Чернишов. 